# 弗斯特崖
弗斯特崖（英語：Förster Cliffs），是南極洲的山崖，位於葛拉漢地的詹姆斯羅斯島北部，長4公里，海拔高度550米，以西德的地質學家命名，現時由南極條約體系管理。